# Barão de Santa Rita
Barão de Santa Rita é um título nobiliárquico criado por D. Pedro II do Brasil, por decreto de 15 de abril de 1847, a favor de Manuel Antônio Ribeiro de Castro.
O título refere-se à freguesia de Santa Rita da Lagoa de Cima, atual distrito de Ibitioca de Campos dos Goytacazes, onde situa-se a fazenda do Queimado, onde residiam.
Titulares
1. Manuel Antônio Ribeiro de Castro (1767—1854);
2. José Ribeiro de Castro (1802—1890) – filho do anterior, primeiro visconde de Santa Rita.